# Alzira (Voltaire)
L'Alzira, per esteso Alzira ovvero gli americani (Alzire, ou les Américains in francese), è una tragedia di Voltaire rappresentata per la prima volta nel 1736. Composta tra il 1734 e il 1735 fra Cirey e Parigi, si ispira in parte all'Histoire de la découverte et de la conquête du Pérou di Agustín de Zárate.
La prima ricevette una buona accoglienza di pubblico e critica; l'abate Desfontaines, generalmente severo nei confronti di Voltaire, lodò la pièce, le sue « situazioni ammirevoli » e in particolare il quinto atto. 
L'Alzira venne in seguito pubblicata con dedica ad Émilie du Châtelet, compagna dell'autore, preceduta da un'epistola alla nobildonna. Ispirò poi a Salvadore Cammarano il libretto dell'Alzira musicato dal Verdi.

## Trama

### Atto primo
A Los Reyes, nell'America meridionale, l'ormai anziano Alvarès cede lo scettro al figlio Gusman secondo il volere del consiglio di Madrid. La loro concezione della politica è molto diversa; mentre il primo, che ebbe in passato la vita salva grazie a un ribelle indigeno, professa clemenza in accordo con la misericordia cristiana, Gusman crede che il potere debba essere esercitato con la forza. Accetta comunque di liberare gli americani da lui ridotti in schiavitù.
È inoltre innamorato dell'indigena Alzire, promessa sposa un tempo al re Zamore, prima che gli spagnoli asservissero i loro territori. Il padre della donna, Montèze, si è convertito al cristianesimo come sua figlia, e ha approvato la sua unione con Gusman. Il loro matrimonio dovrà sancire la pace tra i due popoli.
Montèze confida ad Alvarès che la figlia, pur avendo accettato l'unione per senso del dovere e amore della sua gente, è ancora legata a Zamore - come la stessa Alzira professa poi al padre e a Gusman -, che tutti credono morto.

### Atto secondo
Zamore è vivo, determinato con i compagni a vendicarsi degli oppressori che l'hanno privato del regno e bandito il culto degli dèi indigeni. Quando Alvarès libera gli americani dalla prigionia, riconosce in Zamore colui che lo ha salvato tre anni addietro. I due si scambiano parole di viva commozione e reciproche promesse di fedeltà, ma Zamore non sa chi sia il figlio di Alvarès; proprio Gusman saccheggiò la città e torturò il cacicco.
Successivamente Zamore apprende con sdegno da Montèze la sua conversione al cristianesimo. Decide con i suoi compagni di ribellarsi al giogo spagnolo chiedendo aiuto al figlio di Alvarès, di cui ancora ignora l'identità.

### Atto terzo
Alzire piange il suo destino; ama ancora il cacicco, ma ha giurato e appartiene ormai a Gusman. A questo punto le viene introdotto Zamore, cui in preda alla disperazione rivela ogni cosa e l'impossibilità, nonostante il suo cuore non sia cambiato, di rompere i voti appena espressi.
L'arrivo di Alvarès con Gusman sconvolge tutti; Zamore trova il suo carnefice. Di fronte a un contesto di ostilità e stupore, Alzire ribadisce di amare Zamore ma di essere vincolata al suo giuramento, pur non potendo appartenere neanche a Gusman, e invoca la morte. Gusman ordina l'arresto del cacicco, mentre l'ufficiale spagnolo Dom Alonze annuncia l'avvicinamento degli americani armati.

### Atto quarto
Alzire ha ordinato a Emire e Cephane di corrompere una guardia affinché liberi il prigioniero aiutandolo a fuggire dalla città. Zamore arriva in effetti accompagnato dal soldato, ma non ascolta le suppliche dell'amata: la lascia in preda all'ira, strappa le armi dalle mani del soldato e si precipita nel palazzo reale, dove ferisce Gusman.

### Atto quinto
Montèze corre dalla figlia per annunciarle quanto è successo. Gusman è ormai in fin di vita, colpito proprio mentre si cercava di negoziare la grazia per Zamore, il popolo è infuriato con Alzire, che crede responsabile del regicidio. Alzire non riesce né a condannare né a scusare l'amato; sa che morirà, e pretende di subire il medesimo destino.
Zamore comunica ad Alzire il verdetto di un tribunale improvvisato: la morte per entrambi. Alvarès pronuncia la sentenza, ma addita anche una possibilità di salvezza, perché convertendosi il cacicco salverebbe la sua vita e quella di Alzire. Incapace di decidersi, Zamore rimette la questione nelle mani della donna, la quale, pur convintamente cristiana, deplora il tradimento di divinità in cui si crede sinceramente. La morte sembra quindi inevitabile quando, con gran sorpresa, Gusman compare sulla scena perdonando tutti. In fin di vita riconosce la sua cecità, la sua ambizione. Zamore, commosso, si dichiara ormai pronto a venerare un dio capace di operare simili prodigi.